# 于尔基·耶尔维
于尔基·耶尔维（芬蘭語：Jyrki Järvi，1966年2月7日—），芬兰男子帆船运动员。他曾代表芬兰参加2000年夏季奥林匹克运动会帆船比赛，搭档托马斯·约翰松获得男子双人艇49人型金牌。